# Visszatérés az édenbe
A Visszatérés az édenbe (Return to Eden) egy 1983-as minisorozat és egy 1986-os ausztrál televíziós sorozat címe.

## Történet
A történet főszereplője Stephanie Harper, egy gazdag, kissé csúnyácska örökösnő. Férje Greg Marsden, a gátlástalan, sármos teniszező elcsábítja Stephanie legjobb barátnőjét Jill-t. Greg és Jill eltervezik, hogy megölik Stephanie-t, Greg egy krokodilokkal teli medencébe löki Stephanie-t, aki látszólag belehal a krokodiltámadásokba. Stephanie túli éli és egy egy plasztikai sebész, Dr. Dan Marshall segítségével új külsőt kap. Miután eltávolítják róla a kötéseket egy gyönyörű nő lesz belőle, visszatér Sydneybe, Tara Welles néven topmodellként dolgozik és közben bosszút forral Greg és Jill ellen.

## Szereplők
| Szerep                       | Színész                   | Magyar hang       |
| ---------------------------- | ------------------------- | ----------------- |
| Stephanie Harper/Tara Welles | Rebecca Gilling           | Vándor Éva        |
| Greg Marsden                 | James Reyne               | Rékasi Károly     |
| Jilly Stewart                | Wendy Hughes Peta Toppano | Náray Erika       |
| Dr. Dan Marshall             | James Smilie              | Vass Gábor        |
| Jake Sanders                 | Daniel Abineri            | Selmeczi Roland   |
| Dennis Harper                | Peter Cousens             | Szokol Péter      |
| Sarah Harper                 | Nicki Paull               | Orosz Anna        |
| Tom McMaster                 | Warren Blondell           | Viczián Ottó      |
| Angelo Vitalle               | Angelo D’ Angelo          | Dózsa Zoltán      |
| Bill McMaster                | Peter Gwynne              | Dobránszky Zoltán |

## Fordítás
- Ez a szócikk részben vagy egészben  a   Return to Eden című angol Wikipédia-szócikk fordításán alapul.  Az eredeti cikk szerkesztőit annak laptörténete sorolja fel. Ez a jelzés csupán a megfogalmazás eredetét és a szerzői jogokat jelzi, nem szolgál a cikkben szereplő információk forrásmegjelöléseként.